# 3.º Batalhão do 6.º Regimento de Infantaria da FEB
O III Batalhão do 6º Regimento de Infantaria, atualmente 37.º Batalhão de Infantaria Leve (37.º BIL), é uma unidade do Exército Brasileiro localizada na cidade de Lins. É integrante da 11ª Brigada de Infantaria Leve, com sede em Campinas, estado de São Paulo.

## História
O 6º Regimento de Infantaria do Brasil foi criado, inicialmente apenas com dois batalhões, pois não possuía efetivo ou equipamento para as três unidades, como era comum.  Com esta designação, em junho de 1908, instalou-se em 22 de março de 1909, no Bairro da Soledade, em Recife-PE. Posteriormente, foi para São Paulo e por último em Caçapava (SP), onde permanece até hoje.
Com o advento da II Guerra Mundial e a necessidade de se mobilizar tropas para possuir mais efetivo, o Aviso Ministerial (do Ministério da Guerra (Brasil)) Nr 1747, de 3 de julho de 1942 autorizou o Comando da 2ª Região Militar a "dar efetivo" ao III Batalhão do 6º Regimento de Infantaria, com sede em Lins (SP).
Originalmente instalado em dezembro de 1942 na cidade de Lins, interior estado de São Paulo, ocupou as instalações do Colégio Nipônico, na Avenida Duque de Caxias. Posteriormente, ocupou as instalações da Associação Beneficente Cultural e Esportiva de Lins (ABCEL) e, em 1971, as suas atuais instalações. Foi a primeira tropa brasileira que chegou à Itália na Segunda Guerra Mundial, junto ao demais batalhões daquele Regimento, que compunham a Força Expedicionária Brasileira.
O comandante do Batalhão era o então major Silvino Castor da Nóbrega, mais tarde General de Divisão.
O III Batalhão do 6º RI embarcou no dia 29 de junho de 1944 no navio General Mann, no Primeiro Escalão, tendo desembarcado em Nápoles no dia 16 de julho do mesmo ano, tendo se dirigido a seguir por via férrea para a região de Bagnoli, a 8 Km daquela cidade. Dali seguiu a pé para Agnara, onde acampou. Participou de inúmeras batalhas, como Castelnuovo e Montese, e participou, como integrante do 6º Regimento de Infantaria do Brasil, da ofensiva Fornovo di Taro, que culminou com a rendição da 148ª Divisão de Infantaria do Exército Alemão, fazendo cerca de 15 mil prisioneiros de guerra.
Ao retornar da Guerra, passou por diversas transformações e denominações. Em 1952, foi transformado em 4° Batalhão de Caçadores. Em 1971, com a extinção dos Regimentos de Infantaria e criação das Brigadas, transformou-se em 37° Batalhão de Infantaria Motorizado e, finalmente, em 2005, em 37° BIL.
Desde 2004 porta a insígnia da Ordem do Mérito Militar, concedida pelo presidente Luiz Inácio Lula da Silva.

## A Sentinela do Noroeste Paulista
O 37.º Batalhão de Infantaria Leve (37.º BIL), sediado também em Lins, estado de São Paulo, tem sua origem exatamente no III Batalhão do 6° Regimento de Infantaria, instalado naquela cidade em 1942. Pela Portaria do Comandante do Exército Brasileiro N° 1.222, de 14 de setembro de 2017, o 37.º BIL passou a denominar-se "Batalhão General Silvino Castor da Nóbrega", em homenagem ao seu primeiro comandante, heroi da FEB e do Brasil. Além dessa designação histórica, também possui a alcunha de "Sentinela do Noroeste Paulista", pela sua localização e responsabilidade territorial de proteção integrada.

## Composição e Emprego Recente
Possui um Estado-Maior, três Companhias de Fuzileiros Leve e uma Companhia de Comando e Apoio. Foi empregado recentemente em várias operações de Apoio a Órgãos Governamentais, como a Operação São Francisco e a segurança na Copa do Mundo FIFA de 2014 e nos Jogos Olímpicos Rio 2016. Enviou tropas a Missão da ONU para Estabilização do Haiti (MINUSTAH) em vários contingentes.

## Força de Atuação Estratégica
A partir de 1º de janeiro de 2018, constituiu a Força de Atuação Estratégica do Exército (FAE), por sua capacidade de rapidamente aprestar-se e deslocar-se para qualquer ponto do território nacional a fim de ser empregada.

## Greve dos Caminhoneiros e Intervenção Federal no Rio de Janeiro
Ainda em 2018, o 37.º Batalhão de Infantaria Leve - Batalhão General Silvino Castor da Nóbrega, contribuiu intensamente em dois momentos importantes no cenário nacional. Primeiro, durante a greve dos caminhoneiros, onde seus militares realizaram postos de bloqueio nas estradas federais da região e escolta de comboio, cruzando o Estado de São Paulo. No segundo semestre, participou da Operação Furacão, no contexto da Intervenção Federal na Secretaria de Segurança Pública do Estado do Rio de Janeiro, deslocando suas tropas e levando estabilidade e paz para a população fluminense.